# Songkhram (Fluss)
Der Fluss Songkhram (thailändisch ลำน้ำสงคราม Lamnam Songkhram) ist ein Zufluss des Mekong und der einzige ohne einen größeren Staudamm. Bei einer Länge von 420 km hat er ein Einzugsgebiet von 12.367 km².
Der Songkhram entspringt in den Hügelketten zwischen der Amphoe (Landkreis) Nong Han, Provinz Udon Thani, und Sawang Daen Din, Provinz Sakon Nakhon, (Nordost-Thailand). Von dort aus fließt er zunächst in die Provinz Nong Khai (Amphoe Seka), um dann wieder nach Sakon Nakhon in die Amphoe Wanon Niwat zurückzukehren und schließlich durch die Amphoe Si Songkhram bei Chaiburi in der Amphoe Tha Uthen (Provinz Nakhon Phanom) in den Mekong zu münden.
Während der Regenzeit zwischen Juni und August schwillt der Fluss bedeutend an und bildet überflutete Marschlandschaften und kleinere und größere Seen. Einer dieser Seen erreicht typischerweise eine Fläche von etwa 108 Hektar. Nach der Überflutung fließt das Wasser langsam, aber stetig in den Mekong ab.
Das untere Tal des Songkhram ist besonders wichtig für zahlreiche Tier- und Pflanzenarten, die hier siedeln. Mehr als 17 Fischarten finden sich hier, von den einige auf der Rote Liste gefährdeter Arten stehen. In den Überschwemmungsgebieten zählt man mehr als 150  Pflanzenarten.